# 伊藤猛
伊藤 猛（いとう たけし、1962年2月9日 - 2014年9月7日）は、日本の俳優。

## 略歴
京都産業大学卒業後、内田栄一主宰の劇団に入団後、知人だった瀬々敬久や佐藤寿保の成人映画に出演するようになり、その後一般映画などにも出演していた。
2014年9月7日、肝不全のため死去。52歳没。

## 出演作品
- 1987年
  - ロリータ・バイブ責め （獅子プロ）
- 1988年
  - 新妻ハードONANIE （国映）
  - 変態病棟 白衣責め
- 1989年
  - 狂った舞踏会
  - ファッションマッサージ W・スペシャル
  - 獣欲魔 乱行
- 1990年
  - （生）本番奥技快感
  - 監禁 名器解剖 （エクセスフィルム）
  - 痴漢電車 りえのフンドシ
- 1991年
  - きらい・じゃないよ
  - 衝撃!! 純ナマ欲情写真
  - 猥褻暴走集団 獣
  - 極限セックス 牝臭
- 1992年
  - 喪服妻 生贄地獄
  - 心臓抜き
  - 浮気妻 恥辱責め
  - ザ・妊婦
  - 禁男の園 ザ・制服レズ
  - きらい・じゃないよ2
  - 痴漢電車 いけない妻たち
  - 最新風俗 変態ホテトル嬢
- 1993年
  - 聖水の女王 森尾歩衣 聖水折檻
  - （生）盗聴リポート 痴話
  - 未亡人 初七日の悶え ... 山岸貞雄
  - 巨乳熟女 本番仕込み
  - 殺し屋茶村
  - 未亡人 喪服の悶え
- 1994年
  - 連続ONANIE 乱れっぱなし
  - ザ・ペッテイング 吸って咬む
  - 高級ソープテクニック4 悶絶秘戯
  - いやらしい人妻 濡れる
  - イルカは海に帰る
  - 不倫妻 夫にいわないで!
- 1995年
  - 悶絶本番 ぶちこむ!!
  - 狩人たちの触覚
  - 嵐の季節 THE YOUNG BLOOD TYPHOON INDEX GUN OFFICE
  - 倉沢まりや 本番羞恥心 ルーズフィット
  - すけべてんこもり
  - 終わらないセックス
  - 獣たちの性宴 イクときいっしょ
  - 急にたどりついてしまう
  - 痴漢電車 絶倫おんな
- 1996年
  - 赫い情事
  - 快楽通信 Volume4 美人課長二十八歳
  - 不倫日記 濡れたままもう一度
  - 牝臭 とろける花芯
  - まん性発情不倫妻
- 1997年
  - 白衣本番 激しい喘ぎ
  - KOKKURI・こっくりさん（日活＝エイチアールエウスフナイ）
  - 黒い下着の女 雷魚 （5月31日公開、国映＝新東宝映画、瀬々敬久監督）- 竹原和昭 役
  - どすけべ父娘 淫らな性生活
- 1998年
  - 飼育3
  - 痴漢電車 弁天のお尻
  - 若妻 不倫の香り
  - Baby Krlshna ベイビー・クリシュナ
  - 奴隷少女 SLAVE GIRLS
  - 男痕 －THE MAN－（園子温監督）
  - あぶない情事 獣のしたたり
- 1999年
  - 若妻のフェロモン ガラスの結婚
  - エロスのしたたり
  - 不倫OL 野外恥戯
  - ぐしょぬれ人妻教師 －制服で抱いて－
  - 覗かれた不倫妻 主人の目の前で…
- 2000年
  - 団地妻 不倫でラブラブ
  - 欲情夫人 恥ずかしい性癖
  - HYSTERIC ... 犬をつつく男
  - おしゃぶり天使 白衣のマスコット
  - 人妻家政婦 情事のあえぎ
  - ブリード 血を吸う子供
  - 東京大停電 エレベーターパニック
- 2001年
  - 純情新人看護婦 白衣のぬくもり
  - サイコ・ドクター 白濁のしたたり
  - 人妻浮気調査 主人では満足できない... 園部亜門（私立探偵）
  - 高校牝教師 汚された性 ... 後藤
  - 団地妻 隣りのあえぎ
  - 満たされない人妻 隣室の秘めごと
  - 人妻家政婦 ふるえる唇
  - トーキョー×エロティカ 痺れる快楽 ... 来生トシロウ
  - 女教師物語 放課後の秘密
  - 姉妹OL 抱きしめたい
- 2002年
  - 明るい部屋
  - 探偵物語 甘く淫らな罠 ... 園辺亜門
  - 不倫妻たちの週末 ... 山谷健一
  - ノーパン若妻 おもちゃで失神 ... 田中栄作
  - スワッピング・ナイト 危険な戯れ ... 江藤誠司
- 2003年
  - 無間地獄 凶悪金融道
  - SEX配達人 おんな届けます ... 佐々木タカオ
  - 真昼の不倫妻 美女の快楽 ... 園辺亜門
  - 発情家庭教師 先生の愛汁 ... キム
  - 猥褻ネット集団 いかせて!! ... 店員
- 2004年
  - 未亡人教授 白い肌の淫らな夜 - 志村次郎 役
  - 熟女・発情 タマしゃぶり（国映＝新東宝映画＝Vシアター135、いまおかしんじ監督） - 石本 役
  - 団地の奥さん、同窓会に行く（国映＝新東宝映画＝Vシアター135） - 幹事 役
  - 探偵報告 人妻不倫地帯 〜白昼のラブホテル〜 	 
  - 未亡人先生 ひみつの教壇 	 
  - 花井さちこの華麗な生涯 インターナショナルバージョン  
  - ソドムの市 - 上司 役
- 2005年
  - お蛇ヶ池団地（2月5日公開）
  - KUCHISAKE 口裂け（9月7日公開、橋口卓明監督）
  - 不倫団地 かなしいイロやねん	 
  - 白夜蝶 - 本橋 役
  - YUMENO - 島田良昌 役
- 2006年
  - かえるのうた（いまおかしんじ監督）- 清川次郎 役
  - おじさん天国
- 2007年
  - OLヴァンパイア 〜智子の初恋〜
- 2010年
  - ヘヴンズ ストーリー（10月2日公開、瀬々敬久監督） - オカチ 役
  - 愛するとき、愛されるとき（10月9日公開、瀬々敬久監督）
  - 特命女子アナ 並野容子 LOVE IS OVER
- 2011年
  - 花つみ
  - イチジクコバチ（サトウトシキ監督） - 田中正夫 役
- 2013年
  - キスして。（12月7日公開、ほたる監督）
  - モーニングセット、牛乳、春 - 岡部 役
  - 青二才 - 有三 役
- 2014年
  - つぐない 新宿ゴールデン街の女（2014年、いまおかしんじ監督） - 郡司 役
  - マリアの乳房（2014年、瀬々敬久監督）
- 2016年
  - 夢の女 ユメノヒト （2016年、坂本礼監督）- カラオケビデオの男